# Liste der Flaggen im Rhein-Neckar-Kreis
Diese Liste beinhaltet alle Flaggen im Rhein-Neckar-Kreis in Baden-Württemberg.
In Baden-Württemberg werden zweibahnige Flaggen verliehen, deren Farben den Wappenfarben entsprechen. Dabei wird oft als erste Farbe der Flagge (links vom Betrachter) die Farbe der Wappenfigur und als zweite Farbe die des Wappengrundes genommen. Flaggen, die vor Inkrafttreten der deutschen Gemeindeordnung 1935 geführt wurden, dürfen beibehalten werden, auch wenn diese nicht den heutigen Bestimmungen in Baden-Württemberg entsprechen.

## Rhein-Neckar-Kreis
| Landkreis          | Flagge | Kommentare |
| Rhein-Neckar-Kreis |        | Wappen am 5. November 1975 vom Innenministerium, Flagge am 28. Dezember 1987 vom Regierungspräsidium Karlsruhe verliehen: „In von Blau und Gold (Gelb) gespaltenem Schild vorn ein mit einem gewellten schwarzen Faden belegter silberner (weißer) Wellenbalken, hinten ein rot bewehrter, rot bezungter und rot gekrönter schwarzer Löwe.“ Flagge: Weiß-Blau |

## Flaggen der Städte im Rhein-Neckar-Kreis
| Stadt              | Flagge | Kommentare |
| Eberbach           |        | Eber auf gewelltem Wasser im ältesten, 1305 erwähnten Siegel. In späteren Siegeln ist Siegelbild in Wappenschild gesetzt und Wasser als Wellenbalken dargestellt. Wappen 1898 neu gezeichnet, heutige Form 1976 festgelegt: „In Silber (Weiß) auf erniedrigtem blauen Wellenbalken ein schreitender schwarzer Eber.“ Flagge: Blau-Weiß. |
| Eppelheim          |        | Reichsapfel in 1699 gestochenem Gerichtssiegel. Wappen im Jahre 1900 gestaltet. Flagge am 16. Mai 1959 vom Innenministerium verliehen: „In Rot ein blauer Reichsapfel mit goldenem (gelbem) Beschlag und goldenem (gelbem) Kleeblattkreuz.“ Flagge: Gelb-Rot. |
| Hemsbach           |        | Heutiges Wappenmotiv in 1476 erwähntem Gerichtssiegel, ältester Abdruck aus dem Jahre 1490. Tingierung des Wappens 1910 festgelegt: „In Silber (Weiß) ein schwarzes Joch (Lenkscheit), begleitet oben und unten von je einer roten Rose mit grünen Kelchblättern.“ Flagge: Weiß. |
| Hockenheim         |        | Geteilter Schild mit liegendem linksgewendeten Löwen oben und zwei gekreuzten Haken unten, im ältesten, ab 1609 nachweisbaren Siegel. Darstellung des Löwen und der Haken änderte sich im Laufe der Zeit; nach Anfall an Baden 1803 wurde Löwe auch weggelassen, Haken zuweilen von drei oder vier Rosen bewinkelt. Zur Zeit der Stadterhebung 1895 entstand Siegel mit heutigem Wappenbild und Tingierung wurde festgelegt: „In von Schwarz und Blau geteiltem Schild oben ein wachsender, rot bewehrter, rot bezungter und rot gekrönter goldener (gelber) Löwe, unten zwei schräggekreuzte silberne (weiße) Haken.“ Flagge: Blau-Weiß.                                                                                     |
| Ladenburg          |        | Burg und gekreuzte Schlüssel in den seit 1253 erwähnten, 1284 belegten Siegeln, seit dem 15. Jahrhundert in der heute gebräuchlichen Zeichnung. Schrägteilung kam im 19. Jahrhundert auf, andere Einzelheiten der Tingierung nach dem Zweiten Weltkrieg: „In von Silber (Weiß) und Blau schräggeteiltem Schild eine rote Burg mit offenem Tor und hochgezogenem silbernen (weißen) Fallgatter im gezinnten und bedachten niedrigen Mittelteil, zwischen den beiden spitzbedachten äußeren Zinnentürmen zwei schräggekreuzte blaue Schlüssel mit zugewendeten Bärten.“ Flagge: Blau-Weiß. |
| Leimen             |        | Wappen besteht aus den zwischen 1899 und 1911 angenommenen, auf Siegelbildern des 16. und 18. Jahrhunderts basierenden Wappen der Ortsteile; Pfälzer Löwe und Weintraube aus dem alten Wappen Leimens, Lilie aus dem Wappen St. Ilgens, Angelhaken aus dem Wappen Gauangellochs. Wappen und Flagge am 27. November 1981 vom Landratsamt verliehen: „In geviertem Schild Feld 1: In Gold (Gelb) ein rot bezungter schwarzer Löwe; Feld 2: In Blau eine silberne (weiße) Lilie; Feld 3: In Blau ein silberner (weißer) Angelhaken; Feld 4: In Silber (Weiß) an grünem Stiel mit rechtshin weisendem grünen Rebblatt eine nach oben gekehrte blaue Weintraube.“ Flagge: Blau-Weiß; Blau-Weiß-Blau, blaue Streifen sind schmäler. |
| Neckarbischofsheim |        | Bischof mit Krummstab, begleitet von tulpenartigen Arabesken, im ältesten Gerichtssiegel von 1766. Wappen seit 1898 geführt, Tingierung im Jahre 1950 festgelegt. Flagge am 22. Februar 1963 vom Innenministerium verliehen: „In Silber (Weiß) auf grünem Boden stehend ein Bischof mit silberner (weißer) Albe, rotem Mantel mit silbernem (weißem) Kragen und goldener (gelber) Schließe, golden (gelb) bordierter roter Mitra und schwarzen Schuhen, in der Rechten einen schräglinken goldenen (gelben) Krummstab (Krümme nach links), in der Linken ein aufgeschlagenes goldenes (gelbes) Buch haltend.“ Flagge: Rot-Weiß.                                                                                               |
| Neckargemünd       |        | Wappen erstmals 1645 belegt. Älteste Siegelabdrücke mit Adler und Reichsapfel stammen aus dem 18. Jahrhundert. Einige Siegel, vor allem im 19. Jahrhundert, zeigen Adler ohne Brustschild. Wappen 1898 neu gezeichnet, Tingierung 1958 endgültig festgelegt. Flagge mindestens seit 1913 geführt: „In Gold (Gelb) ein rot bewehrter und rot bezungter schwarzer Adler, belegt mit einem silbernen (weißen) Brustschild, worin ein blauer Reichsapfel mit goldenem (gelbem) Kreuz und goldenem (gelbem) Beschlag.“ Flagge: Schwarz-Gelb, Gelb, dem Wappen entsprechend. |
| Rauenberg          |        | Wappen besteht aus den 1901 festgelegten, auf früheren Siegelbildern basierenden Wappen der Ortsteile; Kreuz aus dem Wappen Rauenbergs, Turm im Siegel Rotenbergs seit 1471, Weintraube aus dem Wappen Malschenbergs. Wappen und Flagge am 13. April 1984 vom Landratsamt verliehen: „Im Göpelschnitt geteilt; rechts oben in Blau ein durchgehendes, geschliffenes silbernes (weißes) Kreuz, links in Gold (Gelb) auf grünem Dreiberg ein blauer Zinnenturm, unten in Silber (Weiß) an grünem Rebast mit zwei grünen Blättern eine blaue Traube.“ Flagge: Weiß-Blau. |
| Schönau            |        | Flagge schon 1604 nachweisbar, am 3. Februar 1977 vom Landratsamt verliehen: Flagge: Von Violett und Weiß geviert, in jedem Feld ein grüner Wellenschrägbalken. Die Flagge hat ihre Herkunft vom Heerzeichen des Fähnleins Schönau im 7. Kurpfälzischen Regiment. |
| Schriesheim        |        | Löwe mit Pfeilen in nach 1347 gestochenem Siegel, Abdrucke seit 1381 nachweisbar. Wappen im Jahre 1896, Flagge am 18. Januar 1956 angenommen: „In Schwarz ein rot bewehrter, rot bezungter und rot gekrönter goldener (gelber) Löwe, auf zwei schräggekreuzten, rotbefiederten silbernen (weißen) Pfeilen stehend.“ Flagge: Gelb-Schwarz. |
| Schwetzingen       |        | 1402 überliefertes Siegel eines Hans von Schwetzingen zeigt in geteiltem Schild oben einen wachsenden Löwen, unten ein achtspeichiges Rad. Wappen von der Gemeinde übernommen, jedoch zeigte schon das älteste Gerichtssiegel (Abdrucke aus 1503), sowie alle späteren Siegel einen Ring anstelle eines Rades. Wappen im Jahre 1898 gestaltet: „In geteiltem Schild oben in Schwarz ein linksgewendeter, wachsender, rot bewehrter und rot bezungter goldener (gelber) Löwe, unten in Blau ein silberner (weißer) Ring.“ Flagge: Weiß-Blau, Blau-Weiß. |
| Sinsheim           |        | Reichsadler in Dreieckschild im ältesten, 1300 nachweisbaren Siegel. Badischer Wappen als Brustschild in der ersten Hälfte des 19. Jahrhunderts. Heutiges Wappen in der Form des Siegelbilds von 1300 geführt: „In Gold (Gelb) ein rot bewehrter schwarzer Adler.“ Flagge: Gelb mit schwarzem Adler, Gelb. |
| Waibstadt          |        | Reichsadler im ältesten nachweisbaren Siegel von 1453. Tingierung mit Flaggenverleihung festgelegt. Flagge am 20. November 1962 durch das Innenministerium verliehen: „In Gold (Gelb) ein rot bewehrter und rot bezungter schwarzer Adler.“ Flagge: Schwarz-Gelb. |
| Walldorf           |        | Eichbaum auf Türsturz des oberen Tores aus 1533 und in wechselnder Gestalt in Gerichtssiegeln (ältester nachweisbarer Abdruck aus 1579). Wappen mit Eichenstaude mit Eicheln auf einem Dreiberg im Jahre 1900 angenommen und 1901 als Siegelbild verwendet. Wappen in heutiger Form und Tingierung im Jahre 1967 festgelegt: „In Rot auf grünem Boden ein silberner (weißer) Eichbaum mit Eicheln.“ Flagge: Weiß-Rot. |
| Weinheim           |        | Raste im ältesten Stadtsiegel von 1337. In späteren Siegeln und Wappendarstellungen wird Raste mit Rauten der Pfalzgrafen, dem Pfälzer Löwen, danach mit Löwe und Rauten in je eigenem Schild oder in einem Schild vereint dargestellt. Weinleiter-Wappen mit Löwen als Schildhalter nach Anfall an Baden. Heutiges Wappen im Jahre 1899 angenommen: „Durch eine eingebogene goldene (gelbe) Spitze, worin eine rote Weinleiter (Raste), geteilt; vorn in Schwarz ein linksgewendeter, rot bewehrter, rot bezungter und rot gekrönter goldener (gelber) Löwe, hinten von Silber (Weiß) und Blau schräggerautet.“ Flagge: Weiß-Blau.                                                                                           |
| Wiesloch           |        | Pfälzer Löwe im ältesten Siegel, ältester Abdruck aus 1369. Spätere Siegel zeigen gespaltenen Schild mit Löwen und Wittelsbacher Rauten, Löwe im 18. Jahrhundert auch gekrönt dargestellt. Siegel mit spiegelverkehrtem S zwischen 1842 und 1898 in Gebrauch. Heutiges Wappen im Jahre 1898 festgelegt: „In gespaltenem Schild vorn in Schwarz ein rot bewehrter und rot bezungter goldener (gelber) Löwe, hinten von Blau und Silber (Weiß) schräggerautet.“ Flagge: Blau-Weiß. |

## Flaggen der Gemeinden im Rhein-Neckar-Kreis
| Gemeinde                     | Flagge | Kommentare |
| Altlußheim                   |        | Seit dem 17. Jahrhundert geführtes Gerichtssiegel zeigt ein aus dem Unterrand des Wappenschildes wachsendes Maultier mit Krummstab zwischen den Vorderhufen. Heutiges Wappen im Jahre 1900 angenommen. Flagge am 16. Mai 1959 vom Innenministerium verliehen: „In Schwarz aus grünem Dreiberg wachsend ein doppelgeschwänzter, rot bewehrter und rot bezungter goldener (gelber) Löwe mit einem goldenen (gelben) Krummstab (Krümme nach links) in den Vorderpranken.“ Flagge: Gelb-Schwarz. |
| Angelbachtal                 |        | Halbmond aus dem Wappen Michelfelds (basierend auf Siegeln seit 1665), Lilienstäbe aus dem Wappen Eichtersheims (basierend auf Siegeln seit 1717), beide Wappen seit 1901 geführt. Wappen und Flagge am 30. April 1985 vom Landratsamt Rhein-Neckar-Kreis verliehen: „In Blau zwei goldene (gelbe) Wellenbalken, belegt mit zwei schräggekreuzten roten Lilienstäben, die Kreuzung überdeckt mit einem blauen Herzschild, worin ein zunehmender goldener (gelber) Halbmond mit Gesicht.“ Flagge: Gelb-Blau. |
| Bammental                    |        | Ältestes Gerichtssiegel (Abdrucke seit 1747) zeigt im durch eine eingebogene Spitze geteilten Siegelfeld den Löwen, die Rauten und den Baum mit den zwei Blumen. Siegelbild im 19. Jahrhundert auf Laubbaum reduziert. Heutiges Wappen im Jahre 1894 gestaltet und mit Flagge am 12. Mai 1965 vom Innenministerium verliehen: „Durch eine eingebogene silberne (weiße) Spitze, worin ein wachsender, von zwei wachsenden roten Tulpen mit grünen Blättern beseiteter grüner Laubbaum, geteilt; vorn in Schwarz ein linksgewendeter, rot bewehrter und rot bezungter goldener (gelber) Löwe, hinten von Blau und Silber (Weiß) schräggerautet.“ Flagge: Grün-Weiß. |
| Brühl                        |        | Hufeisen auf Bildstock von 1496 auf Schwetzinger Gemarkung, sowie im ältesten Gerichtssiegel von 1704. Wappen im Jahre 1912 angenommen. Flagge am 20. August 1960 vom Innenministerium verliehen: „In Blau ein silbernes (weißes) Hufeisen.“ Flagge: Weiß-Blau. |
| Dielheim                     |        | Wappenschild mit großem D im Gerichtssiegel seit mindestens 1788. Kreuz im 1900 geschaffenen Wappen aufgenommen. Heutiges Wappen mit Flagge am 23. April 1985 vom Landratsamt Rhein-Neckar-Kreis verliehen: „In Blau ein durchgehendes, geschliffenes silbernes (weißes) Kreuz, bewinkelt von vier silbernen (weißen) Sternen und belegt mit einem silbernen (weißen) Herzschild, worin der schwarze lateinische Großbuchstabe D.“ Flagge: Weiß-Blau. |
| Dossenheim                   |        | Verschlungene Weinranke im ältesten, mit 1495 datierten und ab 1613 an Urkunden überlieferten Gerichtssiegel. Weinranke in späteren Siegeln in jeweils leicht veränderter Form. Wappen in natürlichen Farben im Jahre 1901 gestaltet, heutige Tingierung nach 1960: „In Silber (Weiß) drei blaue Trauben (1 : 2) an einer grünen Ranke mit vier grünen Blättern.“ Flagge: Grün-Weiß. |
| Edingen-Neckarhausen         |        | Wappen und Flagge am 3. Februar 1977 vom Landratsamt verliehen: „In gespaltenem Schild vorne in Silber (Weiß) ein durchgehendes, geschliffenes, fußgespitztes rotes Kreuz, hinten in Schwarz ein rot bezungter und rot bewehrter goldener (gelber) Löwe.“ Flagge: Rot-Weiß. |
| Epfenbach                    |        | Apfel und Wellenbalken als Siegelbild, seit Anfang des 19. Jahrhunderts belegt. Wappen im Jahre 1901 gestaltet. Flagge am 11. Oktober 1978 vom Landratsamt Rhein-Neckar-Kreis verliehen: „In Silber (Weiß) über einem erniedrigten blauen Wellenbalken ein hängender roter Apfel an grünem Stiel mit zwei grünen Blättern.“ Flagge: Blau-Weiß. |
| Eschelbronn                  |        | Wappen im Jahre 1901 angenommen. Flagge vom Regierungspräsidium Nordbaden am 13. November 1954 verliehen: „In gespaltenem Schild vorn von Blau und Silber (Weiß) schräglinks gerautet, hinten in Silber (Weiß) zwei schräggekreuzte rote Lilienstäbe.“ Flagge: Weiß-Blau. |
| Gaiberg                      |        | Wappenbild im Gerichtssiegel von 1764. Wappen im Jahre 1900 in natürlichen Farben angenommen, Tingierung in den sechziger Jahren geändert. Flagge am 29. Dezember 1956 vom Innenministerium verliehen: „In Silber (Weiß) auf grünem Boden eine rote Steinsäule und ein grüner Laubbaum mit schwarzem Stamm.“ Flagge: Grün-Weiß. |
| Heddesbach                   |        | |
| Heddesheim                   |        | Wappenbild im ältesten, seit 1555 nachweisbaren Gerichtssiegel. Zeitweilig wurde in Siegeln unter dem H ein Hufeisen abgebildet oder das H durch zwei Hufeisen übereinander, das obere gestürzt, ersetzt. Heutiges Wappen im Jahre 1901 angenommen. Flagge am 15. April 1968 vom Innenministerium verliehen: „In halb gespaltenem und geteiltem Schild oben vorne in Schwarz ein linksgewendeter, rot bewehrter, rot bezungter und rot gekrönter goldener (gelber) Löwe, hinten von Silber (Weiß) und Blau schräggerautet, unten in Rot über einem blauen Wellenschildfuß schwebend der silberne (weiße) lateinische Großbuchstabe H.“ Flagge: Blau-Weiß. |
| Heiligkreuzsteinach          |        | Heutiges Wappen basierend auf ein 1636 geschnittenes Siegel der Zent Heiligkreuzsteinach. Wappen im Jahre 1901 angenommen, mit Flagge am 4. April 1977 vom Landratsamt Rhein-Neckar-Kreis neu verliehen: „In geteiltem Schild oben in Rot ein schwebendes, geradarmiges goldenes (gelbes) Tatzenkreuz, unten von Silber (Weiß) und Blau schräggerautet.“ Flagge: Blau-Weiß. |
| Helmstadt-Bargen             |        | Helm in Helmstadter Siegeln seit Mitte des 18. Jahrhunderts nachweisbar. Wappen durch Festlegung der Farben im Jahre 1901 geschafft, mit Flagge am 20. Juli 1978 vom Landratsamt Rhein-Neckar-Kreis neu verliehen: „In Rot ein mit rotem Futter ausgeschlagener silberner (weißer) Spangenhelm mit goldenem (gelbem) Halskleinod und goldenen (gelben) Beschlägen.“ Flagge: Weiß-Rot. |
| Hirschberg an der Bergstraße |        | Vordere Schildhälfte aus dem Wappen Großsachsens (Motive seit 1617 in Gerichtssiegeln), hintere Schildhälfte aus dem seit 1961 genutzten Wappen Leutershausens. Wappen und Flagge am 3. Februar 1977 vom Landratsamt verliehen: „In gespaltenem Schild vorn in Silber (Weiß) ein blauer Wellenbalken, daraus wachsend an grünem Stiel ein steigender roter Apfel, darunter das schwarze Fleckenzeichen (in Form des Sternzeichens Widder), hinten in Rot eine aufrechte, linke silberne (weiße) Hirschstange.“ Flagge: Rot-Weiß. |
| Ilvesheim                    |        | Heutiges, 1908 angenommenes Wappen basierend auf ein 1552 geschnittenes, 1589 nachgewiesenes Gerichtssiegel: „Über rotem Schildfuß von Gold (Gelb) und Schwarz gespalten; vorne eine schwarze Harfe, hinten ein rot bewehrter, rot bezungter und rot gekrönter goldener (gelber) Löwe, im Schildfuß ein liegender goldener (gelber) Maueranker.“ Flagge: Schwarz-Gelb. |
| Ketsch                       |        | Von vier Sternen begleitetes Ortszeichen im ältesten nachweisbaren Gerichtssiegel von 1715. Siegelbild als Wappen im Jahre 1912 angenommen, Enderle von Ketsch 1957 hinzugefügt. Erweitertes Wappen und Flagge am 26. Juli 1957 vom Innenministerium verliehen. Natürliche Farben inzwischen durch heraldische Farben ersetzt: „In gespaltenem Schild vorn in Silber (Weiß) der grüngekleidete Enderle von Ketsch mit grünem Federhut, rotem Koller und Gürtel, umgehängter roter Ledertasche und schwarzen Stulpenstiefeln, in den Händen eine schwarze Axt mit rotem Stiel quer haltend, hinten in Blau ein goldener (gelber) Winkel (Triangel), aus dessen Scheitel ein goldenes (gelbes) Endrautenkreuz wächst, begleitet von vier goldenen (gelben) Sternen.“ Flagge: Gelb-Blau. |
| Laudenbach                   |        | Heutiges, 1910 angenommenes Wappen basierend auf Siegelabdruck von 1608. Natürliche Farben der Weintraube 1958 geändert. Flagge am 9. September 1963 vom Innenministerium verliehen: „In gespaltenem Schild vorn in Blau ein silbernes (weißes) Winzermesser, hinten in Silber (Weiß) eine blaue Weintraube an schwarzem Rebast mit grünem Blatt.“ Flagge: Blau-Weiß. |
| Lobbach                      |        | Bäume aus dem Wappen Waldwimmersbachs, Kreuz aus dem Wappen Lobenfelds. Wappen am 21. Oktober 1996 mit Wirkung vom 1. Januar 1997 vom Landratsamt Rhein-Neckar-Kreis verliehen: „In von Silber (Weiß) und Blau gespaltenem Schild ein erniedrigter Wellenbalken in verwechselten Farben, darüber vorn ein grüner Laub- und ein grüner Nadelbaum mit bewurzelten schwarzen Stämmen, hinten ein schwebendes silbernes (weißes) Hochkreuz mit breiter werdenden Enden.“ Flagge: Grün-Blau. |
| Mauer                        |        | Mauer mit fünf Zinnen im 1766 erstmals überlieferten Gerichtssiegel. Gemeindesiegel 1786 beschrieben als „eine viereckige Mauer, worüber drei Sterne“. Wappen im Jahre 1911 angenommen, in natürlichen Farben gehaltene Mauer seit 1964 rot tingiert: „In Silber (Weiß) auf grünem Boden eine rote Mauer mit vier Zinnen.“ Flagge: Grün-Rot. |
| Meckesheim                   |        | Heutiges, 1900 angenommenes Wappen basierend auf Gerichtssiegel des 18. Jahrhunderts. Zeitweise wurde ein Siegel mit der auf der Elsenzbrücke errichtetem Denkmal Kurfürst Karl Theodors. Flaggenfarben seit Jahrzehnten üblich: „Durch eine eingebogene silberne (weiße) Spitze, worin ein aus einem blauen Wellenbalken emporkommendes, sechsspeichiges schwarzes Mühlrad, geteilt; vorn in Schwarz ein linkgsgewendeter goldener (gelber) Löwe, hinten von Blau und Silber (Weiß) schräglinks gerautet.“ Flagge: Blau-Weiß-Blau, blaue Streifen sind schmäler. |
| Mühlhausen                   |        | Wappen und Flagge vom Landratsamt Rhein-Neckar-Kreis am 15. Oktober 1996 mit Wirkung vom 1. Januar 1997 verliehen: „In geteiltem und halbgespaltenem Schild oben in Silber (Weiß) ein vierspeichiges, achtschaufeliges schwarzes Mühlrad, unten rechts in Blau an silbernem (weißem) Stiel mit zwei silbernen (weißen) Blättern eine silberne (weiße) Weintraube, unten links in Gold (Gelb) ein grünes Kleeblatt.“ Flagge: Schwarz-Weiß. |
| Neidenstein                  |        | Wappen im Jahre 1901 geschaffen: „In Silber (Weiß) drei verschränkte rote Lilienstäbe, der mittlere gestürzt.“ Flagge: Rot-Weiß, Weiß. |
| Neulußheim                   |        | Initialen NL begleitet von einem Stern im Siegel im 19. Jahrhundert. Wappen im Jahre 1911 angenommen: „In Blau ein durchgehendes, geschliffenes silbernes (weißes) Kreuz, bewinkelt von vier goldenen (gelben) Sternen.“ Flagge: Weiß-Blau, Blau-Weiß. |
| Nußloch                      |        | Heutiges, 1898 angenommenes Wappen basierend auf Gerichtssiegel des frühen 15. Jahrhunderts, Abdrucke seit 1498 nachweisbar. Flagge am 21. September 1965 vom Innenministerium verliehen: „In Silber (Weiß) ein von Silber (Weiß) und Blau schräggerauteter Schild, auf dem ein grüner Nußbaum mit schwarzem Stamm und schwarzen Wurzeln steht.“ Flagge: Blau-Weiß. |
| Oftersheim                   |        | Schlange 1609 als Grenzzeichen überliefert. Geteilter Wappenschild mit Schrägbalken oben und Schlange unten im ältesten Siegel von 1677. Im oberen Feld ab 1696 schrägrechte, im 19. Jahrhundert waagerechte Rauten. Wappen im Jahre 1900 angenommen, Tingierung mit Flaggenverleihung festgelegt. Flagge am 28. Oktober 1959 vom Innenministerium verliehen: „In geteiltem Schild oben von Blau und Silber (Weiß) waagerecht gerautet, unten in Silber (Weiß) eine kriechende grüne Schlange.“ Flagge: Grün-Weiß. |
| Plankstadt                   |        | Heutiges, 1896 angenommenes Wappen basierend auf Gerichtssiegel von 1487. Siegel des 19. Jahrhunderts zeigten einfacheres Kreuz und die vier Sterne. Flagge am 19. Januar 1959 vom Innenministerium verliehen: „In Blau ein silbernes (weißes) Lilienkreuz, belegt mit einer grünbesamten roten Rose mit grünen Kelchblättern, bewinkelt von vier fünfstrahligen goldenen (gelben) Sternen.“ Flagge: Weiß-Blau. |
| Reichartshausen              |        | Haus in einfacherer Zeichnung in Gerichtssiegel von 1770. Wappen im Jahre 1901 vom Generallandesarchiv vorgeschlagen, natürliche Farbe des Hauses später rot tingiert. Flagge am 25. September 1956 vom Innenministerium verliehen: „In Silber (Weiß) auf grünem Schildfuß ein rotes Haus, der Mittelteil turmartig erhöht und mit schwarzem Kreuz auf dem spitzen Dach.“ Flagge: Grün-Weiß. |
| Reilingen                    |        | Ältestes, 1719 gestochenes Gerichtssiegel zeigt Wappenschild mit Hasenkopf und drei Sternen, umgeben von Palmzweigen, über dem Schild ein liegender Löwe und drei Sterne. Hasenkopf im 19. Jahrhundert auch allein im Siegel geführt. Wappen im Jahre 1901 angenommen. 1958 wurde die Tingierung festgelegt und die Flagge beschafft: „In Blau ein silberner (weißer) Hasenkopf, oben rechts drei achtstrahlige silberne (weiße) Sterne.“ Flagge: Blau-Weiß. |
| Sandhausen                   |        | Heutiges, 1900 angenommenes Wappen basierend auf 1698 gestochenem Siegel. Siegel des 19. Jahrhunderts zeigten seitenverkehrten badischen Schrägbalken und drei Eicheln, später Rauten und drei Herzen. Bäume bis 1958 in natürlichen Farben tingiert: „In gespaltenem Schild vorn von Silber (Weiß) und Blau schräglinks gerautet, hinten in Silber (Weiß) auf grünem Boden drei grüne Laubbäume mit schwarzem Stamm, der mittlere größer.“ Flagge: Weiß-Blau. |
| Schönbrunn                   |        | 1914 angenommenes Wappen des Ortsteils Schönbrunn, basierend auf seit dem 18. Jahrhundert geführte Siegel mit gleichem Motiv, von der neuen Gemeinde weitergeführt. Wappen mit Flagge am 6. Juni 1974 vom Innenministerium neu verliehen: „In Silber (Weiß) auf grünem Boden ein roter Röhrenbrunnen mit blauem Wasserstrahl.“ Flagge: Rot-Weiß. |
| Spechbach                    |        | Heutiges Wappenbild im ältesten nachweisbaren Gerichtssiegel von 1705. Siegel des 19. Jahrhunderts zeigen nur den Specht am Bach. Wappen im Jahre 1911 angenommen, Specht zunächst in natürlichen Farben. Flagge am 23. März 1981 vom Landratsamt Rhein-Neckar-Kreis verliehen: „In Silber (Weiß) auf erniedrigtem blauen Wellenbalken sitzend ein schwarzer Specht, darüber zwei schräggekreuzte rote Lilienstäbe.“ Flagge: Blau-Weiß. |
| St. Leon-Rot                 |        | Tiara aus dem Wappen St. Leons, Sichel aus dem Wappen Rots, beide im Jahre 1900 angenommen. Wappen und Flagge am 9. September 1975 vom Innenministerium verliehen: „In gespaltenem Schild vorn in Blau eine silberne (weiße) Tiara mit drei goldenen (gelben) Kronen und goldenen (gelben) Fransen, hinten in Gold (Gelb) eine blaue Sichel mit schwarzem Griff, die Schneide zum Schildrand gewendet.“ Flagge: Blau-Gelb. |
| Wiesenbach                   |        | Wellenbalken und Baum in Gerichtssiegel aus der zweiten Hälfte des 18. Jahrhunderts. Von Zweigen umrahmter Wellenbalken, darüber die lateinischen Großbuchstaben WB, in Siegeln des 19. Jahrhunderts. Wappen im Jahre 1900 angenommen. Flagge am 19. Juni 1970 vom Innenministerium verliehen: „In Grün ein erniedrigter silberner (weißer) Wellenbalken, darüber schwebend der schwarze lateinische Großbuchstabe W.“ Flagge: Weiß-Grün. |
| Wilhelmsfeld                 |        | Ab 1810 nach der Verselbständigung beschafftes Siegel zeigt über mit Beil gekreuzter Sichel die Großbuchstaben WF. Buchstaben entfielen im 1818 gestochenen Siegel. Wappen im Jahre 1911 gestaltet. Flagge am 25. September 1956 vom Innenministerium verliehen. Natürliche Farben der Griffe inzwischen durch heraldische Farben ersetzt: „In Blau eine schräggestellte, gestürzte silberne (weiße) Sichel (Schneide nach oben) mit schwarzem Griff, überdeckt mit einem linksgekehrten silbernen (weißen) Beil mit schwarzem Griff.“ Flagge: Weiß-Blau. |
| Zuzenhausen                  |        | Heutiges, 1905 angenommenes Wappen basierend auf Gerichtssiegel von 1748. Flagge am 3. September 1963 vom Innenministerium verliehen: „In Silber (Weiß) ein rotes Haus mit offenem Tor und zwei vor dem Dachreiter schräggekreuzten roten Lilienstäben.“ Flagge: Rot-Weiß. |

## Flaggen ehemaliger Städte und Gemeinden
| Ortsteil  | Flagge | Kommentare |
| Altenbach |        | „In Blau aus dem Schildrand wachsend ein fußgesparrtes silbernes Kolbenkreuz.“ Flagge: Blau-Weiß, Weiß-Blau.                                      |
| Mönchzell |        | „In Silber auf grünem Boden ein Mönch in schwarzer Kutte und Kappe, in den Händen ein aufgeschlagenes schwarzes Buch haltend.“ Flagge: Grün-Weiß. |
| Ursenbach |        | „In Rot ein schreitender silberner Ochse, über dessen Rücken eine fünfendige goldene Hirschstange schwebt.“ Flagge: Weiß-Rot.                     |